# 洪家楼教堂
洪家楼教堂（全称：洪家楼耶稣圣心主教座堂）是天主教济南总教区的主教座堂，位于山东省济南市，山东大学洪家楼校区西侧。全国重点文物保护单位。

## 地位
洪家楼天主教堂是天主教济南总教区总主教座堂，是济南规模最大的天主教堂，也是中国华北地区最大的教堂；济南地区标志性建筑之一。1870年（清同治九年），德国顾立爵神父在济南东郊的洪家楼购地兴建教堂。1900年，发生庚子之乱，6月27日，山东巡抚袁世凯要求外籍教士赴烟台、青岛躲避，中国天主教徒集中到城外洪家楼教堂，“以便保护”。7月5日，历城知县李祖年带兵查封洪家楼天主教堂，将聚集于此处的华人天主教徒遣散。7月6日，义和团开始破坏洪家楼教堂，挖掘教士坟墓。历城知县闻讯，派兵弹压。

## 历史
该教堂1901年兴建，1905年建成，由方济会会士奥地利籍修士庞会襄设计，建造者是当时济南孙村著名石匠卢立成带领的近千名石匠。1906年，洪家楼天主教堂进行了扩建。
1902年，天主教山东北境教区的方济各会荷兰籍主教申永福（Ephrem Giesen）在得到庚子赔款以后，主持在洪家楼动工兴建新的主教座堂，到1905年座堂完工。设计人为奥地利修士庞会襄。教堂建筑面积1625平方米，平面为拉丁十字形，教堂的外墙用石块砌成，西面的正立面有两座高大的尖顶钟楼，还有众多的小尖塔。教堂内部布满了天主教题材的壁画和雕刻。大厅可容纳800人。
1966年文革中被关闭。1985年12月25日圣诞节，已经关闭近20年的洪家楼耶稣圣心主教座堂天主教堂恢复开放，举行盛大弥撒。1992年被公布为山东省文物保护单位。2006年，洪家楼天主教堂前建成洪楼广场，成为济南市东部市民娱乐休闲区的中心，各大商场和专卖店纷纷以洪楼广场为依托在花园路沿线设点。

## 风格
洪家楼天主教堂扩建后为双塔哥特式，建筑平面为拉丁十字形。建筑造型和平面布置模仿了巴黎圣母院的风格。洪家楼天主教堂虽然是比较纯粹的西方建筑，但是依然可以在一些细部看出中国传统的影响，例如：教堂主厅的屋顶盖着中国传统的黑瓦，教堂中门两侧上部石墙雕有两个石质龙头等。整座建筑面积约2600平方米，教堂大厅可容纳1000余人进行宗教活动。教堂正面两侧各立着一座石砌方形钟楼塔，高48米，顶端为两个十字架，高约3米。教堂中厅为四层，两侧钟楼塔为五层，中厅和钟楼塔连成一体。中厅和两座钟楼塔正面分别有一个尖形拱门，中间主门略大，门上刻浅浮雕花卉纹饰，有精美砖雕门框。教堂内部采用罗马拜占廷式教堂建筑风格，有两排方形大石立柱40余根，柱头雕有镂空花卉。

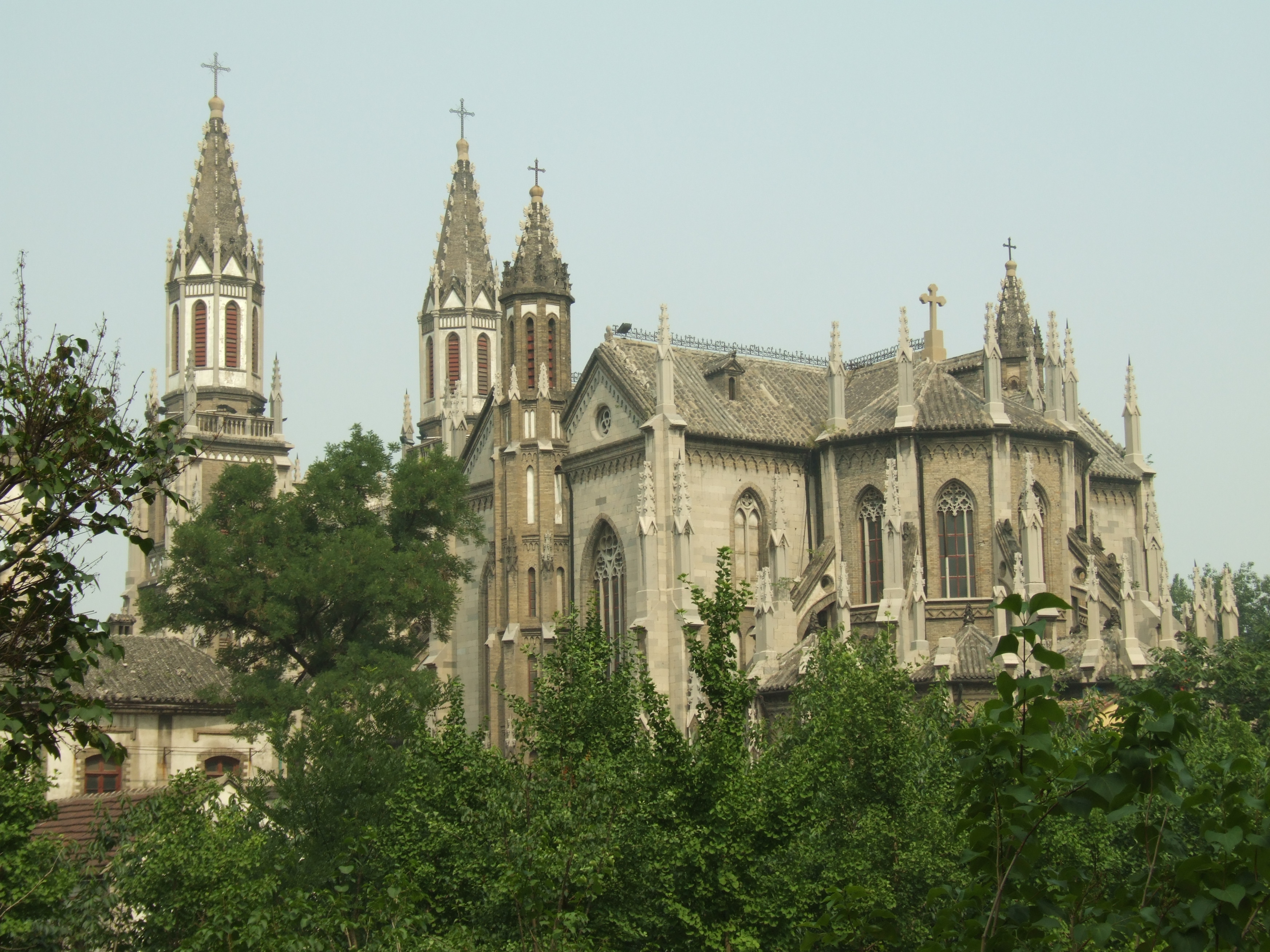
从山东大学内看教堂的背面
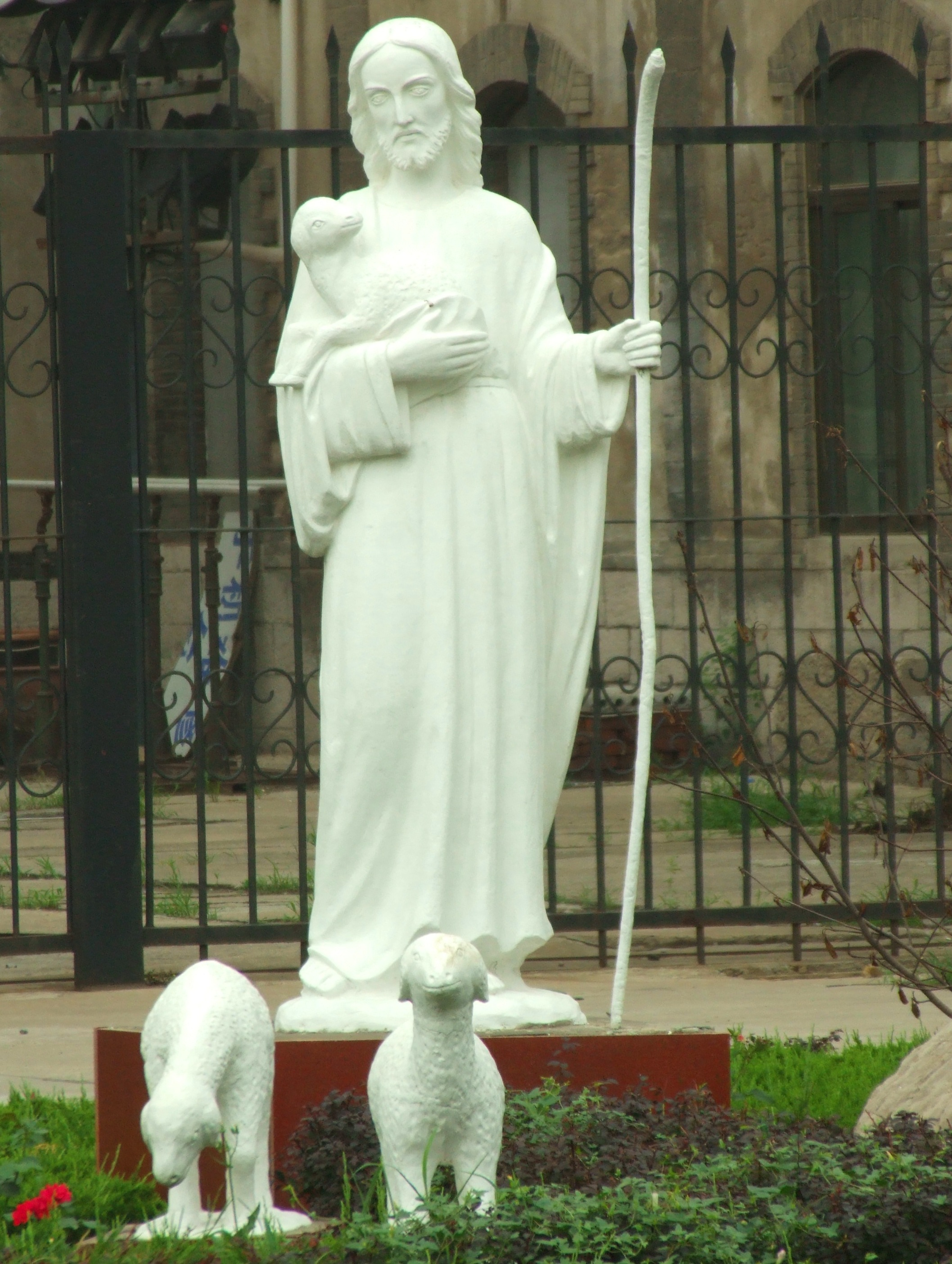
教堂内的耶稣善牧像
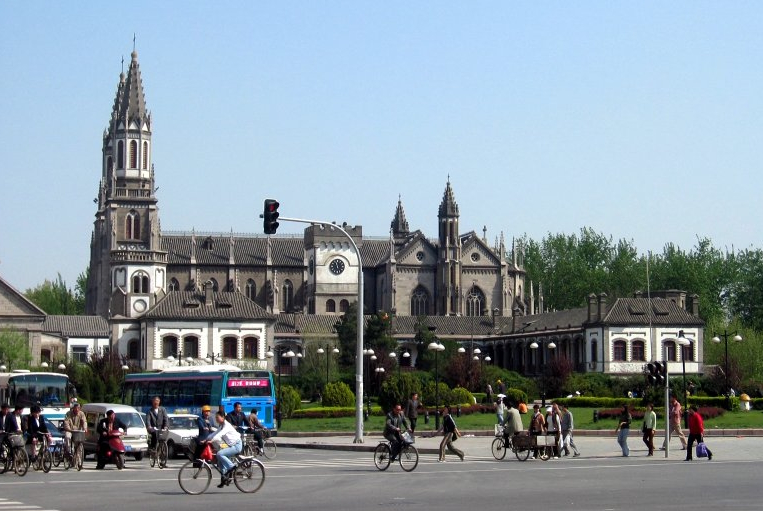
自花园路路南望洪家楼教堂
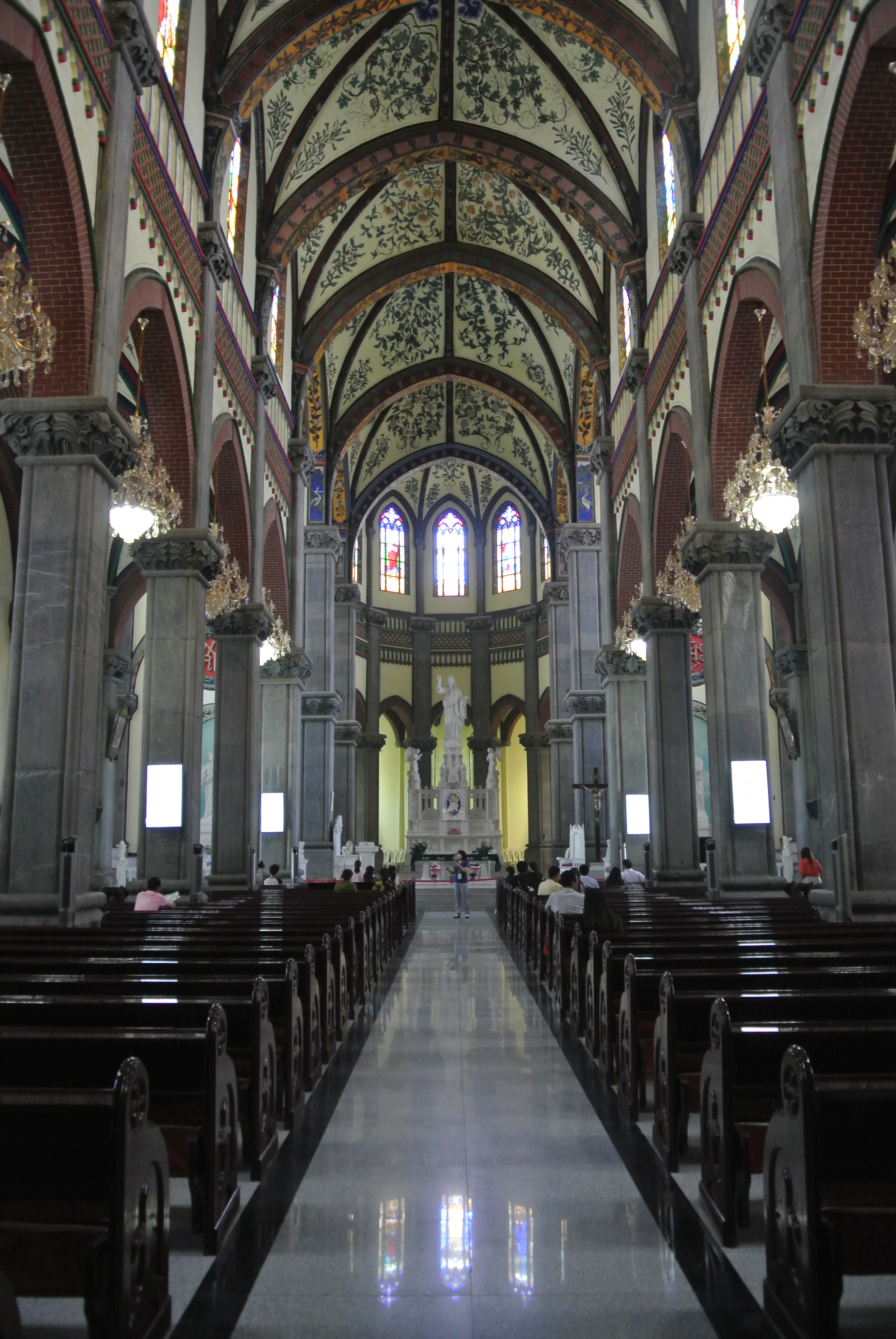
中殿内景
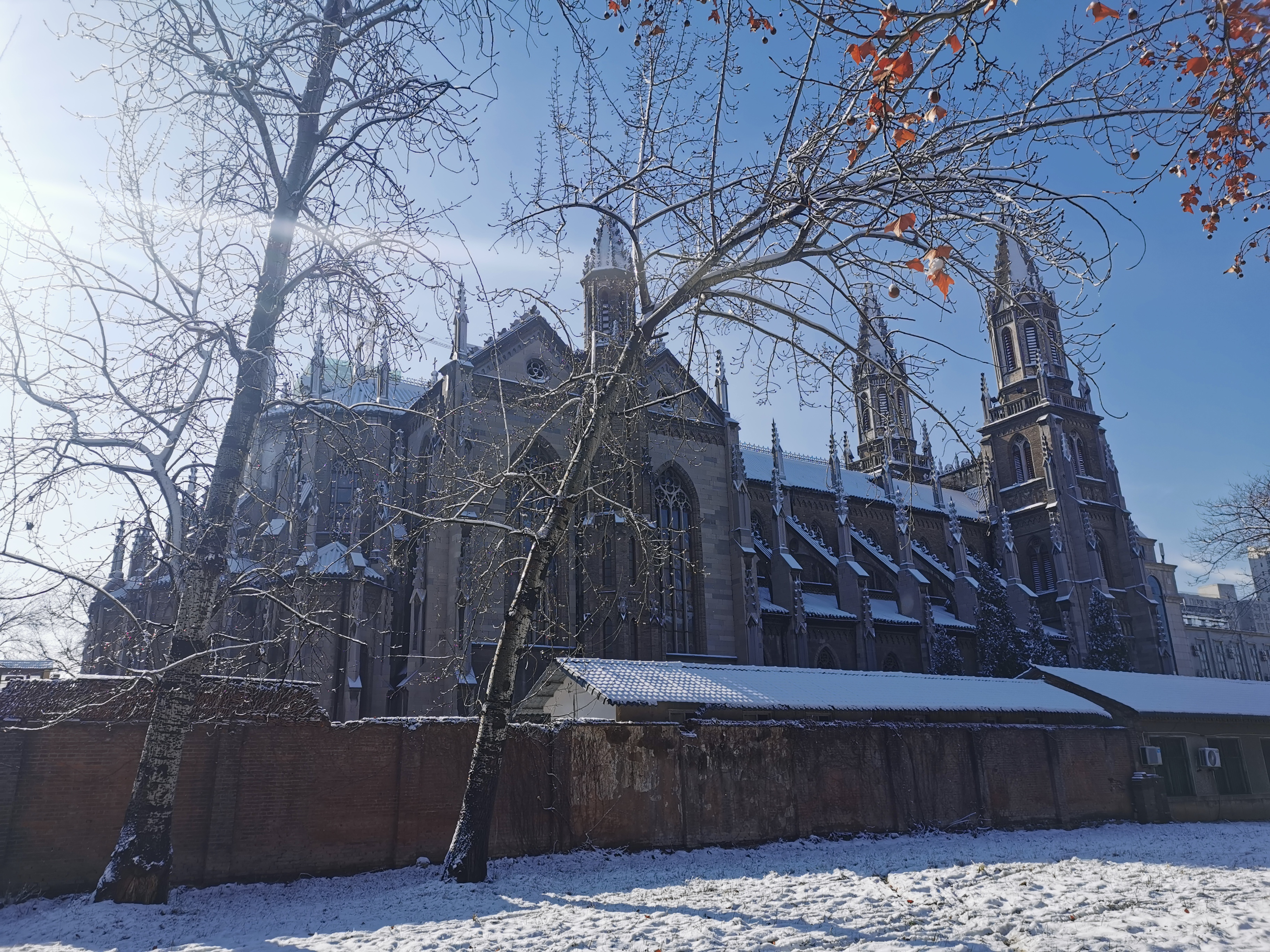
冬日的洪家樓教堂